# Кришталь Марія Федотівна
Марія Федотівна Кришта́ль (нар. 9 серпня 1902, Опішня — пом. 16 березня 1977, Опішня) — українська радянська майстриня керамічного розпису.

## Біографія
Народилася 9 серпня 1902 року в містечку Опішні (нині селище міського типу Полтавського району Полтавської області України). У 1910-х роках навчалася мистецтву розмальовування гончарних виробів на Опішнянському гончарному навчально-показовому пункті, який очолював Юрій Лебіщак.
Протягом 1920-х років розмальовувала посуд у приватних гончарних майстернях; з 1929 року працювала малювальницею в артілі «Художній керамік». Розписувала посуд у техніці підполивняного контурного малювання з використанням барокових рослинних орнаментів. Померла в Опішні 16 березня 1977 року.
Роботи майстрині зберігаються в Національному музеї-заповіднику українського гончарства в Опішні.